# Phillip Tinney
Phillip Tinney (Liverpool, 15 gennaio 1945) è un ex calciatore inglese naturalizzato scozzese.

## Carriera
Tinney iniziò la carriera agonistica nella squadra riserve del Liverpool. Dopo aver militato per una stagione negli scozzesi del Dundee, nella stagione 1965-1966 passa agli olandesi dell'Heracles Almelo, ove chiude il campionato all'ultimo posto, retrocedendo in cadetteria. Nel 1967 si trasferisce presso gli statunitensi del Philadelphia Spartans, società militante in NPSL I. Con gli Spartans ottiene il secondo posto della Estern Division, non riuscendo così a classificarsi per la finale del campionato.
Nella stagione 1970 passa ai Dallas Tornado. Gioca con i texani per tre stagioni ottenendo il titolo nordamericano nella stagione 1971 e l'accesso alle semifinali in quella seguente. Nelle vittoriose finali del 1971 Tinney giocò per i Tornado due delle tre sfide contro i georgiani dell'Atlanta Chiefs, segnando anche la prima rete nel successo per 4-1 della gara di ritorno, giocato il 15 settembre di quell'anno. Nel 1972 Tinney ritorna in patria per giocare nel Wigan Athletic Football Club.

## Palmarès
- Campionato NASL: 1

Dallas Tornado: 1971